# Fabriciana nerippe
Fabriciana nerippe is een vlinder uit de familie van de Nymphalidae. De wetenschappelijke naam van de soort is voor het eerst geldig gepubliceerd in 1862 door Felder.